# 険瀆県
険瀆県（けんとく-けん）は中華人民共和国遼寧省にかつて存在した県。現在の鞍山市台安県南東部に相当する。
前漢により設置され、三国時代、魏により廃止された。